# Warwara Lwowna Jachimowitsch

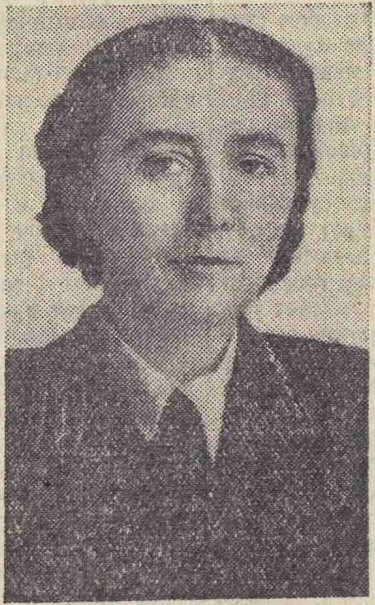
Warwara Lwowna Jachimowitsch (1950)

Warwara Lwowna Jachimowitsch (russisch Варвара Львовна Яхимович; * 4. Dezemberjul. / 17. Dezember 1913greg. in Warschau (Kongresspolen); † 19. August 1994 in Ufa, Baschkortostan) war eine  sowjetische bzw. russische Geologin.

## Leben
Nach Oktoberrevolution und Bürgerkrieg kam die Familie nach Orenburg, wo Jachimowitsch die neunjährige Schule besuchte (Abschluss 1930). Darauf arbeitete sie als Sammlerin in den geologischen Explorationsgruppen Kargaly, Orenburg und Gajew auf der Suche nach Kupfer- und Nickel-Erzen.
Von 1936 bis 1941 studierte Jachimowitsch an der Universität Saratow und arbeitete in der Bakal-Eisenerz-Lagerstätte und in der Satka-Magnesit-Lagerstätte sowie bei der Exploration der Karakum-Schwefel-Lagerstätten. Das Studium schloss sie mit Auszeichnung ab.
Während des Deutschen Angriffskriegs arbeitete Jachimowitsch im Süduraler Kohleexploration-Trust Juschuralugolraswedka und war dann mit der Kohlelagerstättensuche in Baschkirien beschäftigt. Sie nahm 1945–1946 an der Prospektion von 8 Braunkohle-Lagerstääten bei Tjulgan und anderen Orten teil.
In den 1950er Jahren arbeitete Jachimowitsch in der Baschkirischen Filiale der Akademie der Wissenschaften der UdSSR in Ufa, die 1991 die Akademie der Wissenschaften der Republik Baschkortostan wurde.  Sie wurde 1953 Mitglied der KPdSU. Ihre Doktor-Dissertation über das Känozoikum des baschkirischen Voruralgebiets verteidigte sie 1959 am Allunionsforschungsinstitut für Geologie in Leningrad erfolgreich für die Promotion zur Doktorin der geologisch-mineralogischen Wissenschaften.
Ab 1962 war Jachimowitsch wissenschaftliche Chef-Mitarbeiterin des Geologie-Instituts in Ufa (bis zu ihrem Tod) und leitete das Laboratorium für Stratigraphie. Die Ernennung zur Professorin erfolgte 1969. Sie analysierte die tektonischen Brüche in Baschkirien und ihre Gefahren für den Bau von Kernkraftwerken in Baschkirien. Den Bruch der Erdölleitung in Baschkirien und den Zusammenbruch der Brücke über die Belaja 1988 führte sie auf Bewegungen in der Erdkruste infolge eines schwachen Erdbebens bei Ascha zurück. Sie wurde 1991 Ehrenmitglied der Akademie der Wissenschaften der Republik Baschkortostan.
Jachimowitsch war verheiratet und hatte einen Sohn.

## Ehrungen, Preise
- Stalinpreis III. Klasse (1950) für die Prospektion neuer Braunkohle-Lagerstätten[2]
- Verdiente Wissenschaftlerin Baschkiriens (1964)[2]
- Orden des Roten Banners der Arbeit (1976)[2]
- Verdiente Geologin der RSFSR (1984)[1]